# Annum per annum
Annum per annum est une œuvre pour orgue du compositeur estonien Arvo Pärt, associé au mouvement de musique minimaliste.

## Historique
Annum per annum est une œuvre commissionnée et composée en 1980 pour célébrer les 900 années durant lesquelles une messe était donnée quotidiennement à la cathédrale de Spire. Elle fut créée le 12 octobre 1980 à Spire par Leo Krämer. L'œuvre est dédiée à sainte Cécile, patronne des musiciens.

## Structure
Annum per annum est en un seul mouvement divisé en sept sections : Einleitung (introduction), K-G-C-S-A, et coda. Les sections marquées des lettres K-G-C-S-A font référence à l'ordinaire de la messe (Kyrie, Gloria, Credo, Sanctus, Agnus Dei).
Son exécution dure environ 8 minutes.

## Discographie
Discographie non exhaustive.
- Sur le disque Trivium par Christopher Bowers-Broadbent chez ECM Records, 1992.
- Sur le disque Estonian Organ Music par Andres Uibo chez Eres, 1994.
- Sur le disque Spiegel im Spiegel par Hans-Ola Ericsson, orgue Grönlund de la cathédrale de Luled, Suède (1987) chez BIS.
- Sur le disque Arvo Part : Annum per annum & grégorien par l'Ensemble Vox Clamantis & Jaan Eik Tulve (2012), apparu le 15 novembre [3]